# Concerto cho violin (Tchaikovsky)
Concerto cho violin cung Rê trưởng, Op. 35 là bản concerto duy nhất mà nhà soạn nhạc đại tài người Nga Pyotr Ilyich Tchaikovsky viết vào năm 1878. Dù là bản concerto duy nhất Tchaikovsky viết cho vĩ cầm, tác phẩm này lại không phải là tác phẩm duy nhất mà ông viết cho cây đàn này và dàn nhạc (cây đàn có vai trò độc diễn). Đây là một trong những bản concerto cho violin xuất sắc, đồng thời cũng được coi là một trong những bản khó chơi nhất.

## Tiểu sử
Mọi chuyện bắt đầu khi vào tháng 3 năm 1878, trong chuyến đi Thụy Sĩ, Tchaikovsky đã bị lôi cuối bởi sự hấp dẫn của Giao hưởng Tây Ban Nha của nhà soạn nhạc người Pháp Édouard Lalo. Nhờ đó, nhà soạn nhạc vĩ đại của Nga quyết định sáng tác một bản concerto dành cho violin. Với sự giúp đỡ của nghệ sĩ vĩ cầm Josef Kotek, ông học thêm về kỹ thuật chơi nhạc cụ này. Và thế là, một trong những bản concerto hay nhất của Tchaikovsky đã ra đời. Tác phẩm được đề tặng cho Leopold Auer, nhưng ông này đã từ chối nó vì nó quá rắc rối. Thế nên, người đầu tiên biểu diễn tác phẩm này là nghệ sĩ vĩ cầm Adolf Brodsky và thời điểm biểu diễn đầu tiên là năm 1881.

## Thành phần biểu diễn
Tác phẩm dành cho: 
- Violin độc tấu
- 2 flute
- 2 oboe
- 2 clarinet
- 2 bassoon
- 4 kèn horn
- 2 trumpet
- Timpani
- Nhạc cụ bộ dây

## Tác phẩm
Tác phẩm gồm có 3 chương:
1. Allegro moderato (, D major)
2. Canzonetta: Andante (3
4, G minor)
3. Finale: Allegro vivacissimo (2
4, D major)

## Các chương nhạc

### Nhận xét chung
Các chương nhạc nói chung đều chứa chan giai điệu của phong cách thời kỳ Lãng mạn. Tác phẩm vẫn được viết theo cấu trúc 3 chương, nhanh-chậm-nhanh, theo truyền thống của nhạc cổ điển châu Âu.

### Chương 1: Allegro moderato
Đây là chương nhạc được viết ớ cung Rê trưởng. Chương nhạc được bắt đầu chậm rãi bởi dàn nhạc giao hưởng, chủ yếu là bộ dây, bộ gỗ, timpani và kèn horn. Sau đó, người nghệ sĩ độc tấu dần cho ta thấy chủ đề chính của chương nhạc với những giai điệu da diết, lãng mạn. Trong sự thể hiện đó, người độc tấu có sự hỗ trợ không nhỏ khi dàn nhạc dây đệm theo và các nhạc cụ bô gỗ cũng góp vào tiếng nói thống thiết ấy. Phần độc tấu này dài. Tiếp theo, cả dàn nhạc diễn tả lại chủ đề vừa lãng mạn những cũng vừa mang tính chất anh hùng ca. Rồi đến lượt người nghệ sĩ violin độc tấu diễn tả lại những gì mà dàn nhạc đã làm trước đó theo phong cách của riêng mình. Lại thêm lần nữa chủ đề chính được dàn nhạc thể hiện. Người nghệ sĩ độc tấu tiếp nối chương nhạc, lần này thì không có một nhạc cụ nào của dàn nhạc giao hưởng cất lên tiếng hát. Khán giả lúc này mới có thể cảm nhận đầy đủ sự da diết trên từng nốt nhạc. Người độc tấu không thể hiện chủ đề chính. Khoảng thời gian đó khá lâu và nó chỉ kết thúc khi nhạc cụ bô gỗ trở lại. Cây đàn trở lại hòa nhịp cùng những người xung quanh. Cuối cùng thì chương nhạc cũng kết thúc theo cái cách mà vừa giống với trào lưu lúc ấy, vừa mang chất Tchaikovsky.  

### Chương 2: Canzonetta: Andante
Đây là chương chậm duy nhất của tác phẩm và là chương nhạc duy nhất được viết ở cung Đô thứ. Được nhạc được bắt đầu bởi clarinet, oboe và bassoon, gợi ra một nỗi lo nào đó. Mất khoảng thời gian ngắn thì nhạc cụ dây lên tiếng đệm theo. Rất nhanh chóng, trong dòng cảm xúc như thế, violin độc tấu tỏ ra thông cảm sâu sắc và tiếp nối nó như một lẽ tự nhiên. Tiếp theo, chủ đề được thể hiện bởi flute có kèm theo kèn horn, rồi violin tỏ rõ vị trí trung tâm của mình trong sự hỗ trợ của violin và những người anh em của mình. Nỗi lo đó như không dứt. Từ các nhạc cụ bộ dây đến bộ gỗ dường như đáp lại khẽ khàng và yếu ớt trước những gì mà người nghệ sĩ độc tấu đang giãi bày. Tiếp nữa ta như trở lại vị trí ban đầu để theo một hướng khác của nỗi lo lắng ấy khi các nhạc cụ bô gỗ trở lại vị trí người bắt đầu. Đáp lại là tiếng của bộ dây.

### Chương 3: Finale: Allegro vivacissimo
Chương ba trở lại với cung Rê trưởng của chương 1. Không giống như nhiều bản concerto khác, chương 3 không bị ngắt thành một phần riêng biệt với chương 2 mà là một sự nối tiếp. Thay vì chủ đề có phần mang tính anh hùng ca của chương 1, một nỗi lo của chương 2 thì chương 3 lại cho chúng ta nhìn thấy không khí của một lễ hội. Tuy nhiên, không vì thế mà Tchaikovsky không viết những gì còn vương vấn của chương 2. Ta có thể cảm nhận được điều khi nghe những tiết tấu ở giữa chương và có thể thấy được điều đó đến hai lần. Tuy nhiên mọi thứ cũng trở lại về cái trung tâm của chương nhạc. Chương này người nghệ sĩ độc tấu thể hiện rất nhanh. Chủ đề chính của chương 3 cũng là chủ đề kết thúc chương nhạc, khép lại ấn tượng bản concerto dành cho violin của Tchaikovsky.